# Bourse de produits agricoles de Vienne
 (mai 2024).
La bourse des produits agricoles de Vienne, ou bourse de produits en abrégé, est une bourse de commerce fondée en 1869. Elle est située depuis 1890 dans un bâtiment spécialement construit à cet effet entre 1887 et 1890 sur la Taborstraße à Vienne, dans le quartier de Leopoldstadt.
Durant la période national-socialiste en Autriche (1938-1945) et de 1949 à 1994, la bourse n’avait plus aucune importance. Lorsque l'Autriche a rejoint l'UE en 1995, la bourse a été réactivée et la fonction de fixation des prix cibles pour le marché autrichien a été reprise par les principaux acteurs du marché.
De plus, la Bourse des produits de Vienne dispose d'un tribunal d'arbitrage, compétent pour tous les membres et partenaires commerciaux en cas de litige.

## Histoire
Depuis 1812, le commerce des céréales en Autriche est une activité libre, les céréales étant une marchandise. Avec le développement du commerce, la Bourse des fruits et de la farine de Vienne fut fondée en 1853. Sa commercialisation avait initialement lieu au Café Produktenbörse de Leopoldstadt. À mesure que le volume des échanges et le nombre de participants augmentaient, il a été décidé de construire un bâtiment spécialement pour la bourse. La commande en fut confiée à l'architecte Karl König en 1887, qui construisit le bâtiment de la bourse dans la Taborstrasse, non loin du café, en style néo-Renaissance. L'achèvement et la commercialisation ont eu lieu 23 août 1890. La devise de l'échange était inscrite sur la façade en lettres latines : in usum négociateurum cuiuscumque nationis ac linguae (« dédié aux marchands de tous les peuples et de toutes les langues »).
Jusqu'à la Première Guerre mondiale, la bourse était la bourse de produits agricoles la plus importante de l'Empire austro-hongrois. Après sa disparition et les années d’inflation, les échanges boursiers ont connu un déclin important, dont le marché boursier ne s’est remis qu’au milieu des années 1920.
En 1938, après l’annexion de l’Autriche à l’Allemagne, la bourse fut fermée. Pendant la Seconde Guerre mondiale, la bourse a été touchée par des raids aériens sur Vienne, provoquant l'incendie de la salle des marchés. Après la fin de la guerre, la reconstruction a commencé. Le 10 novembre 1948, la Chambre des changes fut reconstituée et le mercredi 29 juillet 1949, la première réunion depuis la fin de la guerre eut lieu dans le bâtiment de change restauré de la Taborstraße. Cependant, la bourse n'avait désormais plus de sens en raison de la loi sur l'organisation du marché, et servait uniquement de lieu de rencontre hebdomadaire pour les acteurs les plus importants du marché. À partir des années 1980, la grande salle fut utilisée par le Théâtre de l'Odéon.
Lorsque l’Autriche a rejoint l’UE en 1995, la loi sur l’organisation du marché a dû être abrogée. La bourse des produits s'est reconstituée et a repris sa fonction de lieu de détermination des prix de référence par les principaux acteurs du marché.

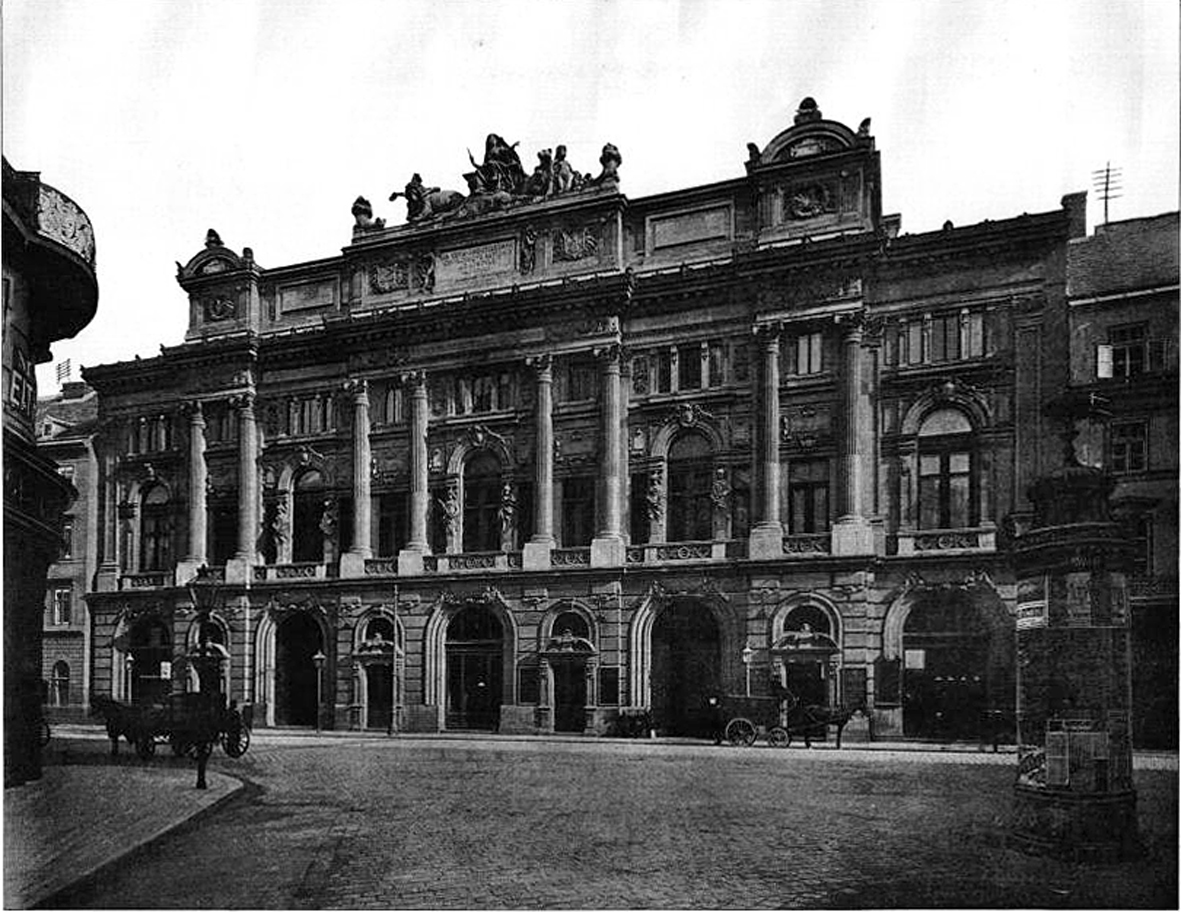
Vue en 1900
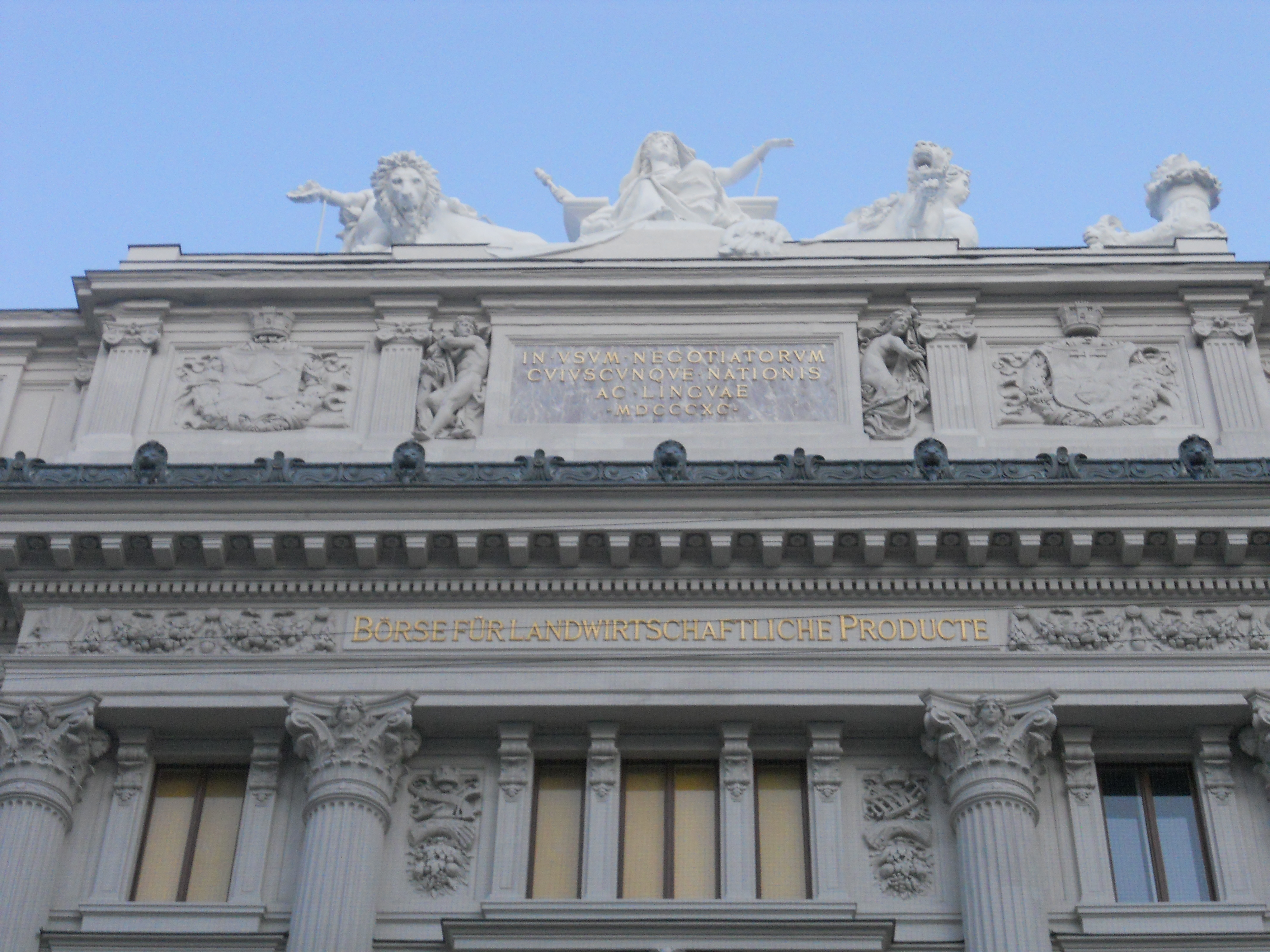
L'attique avec inscriptions
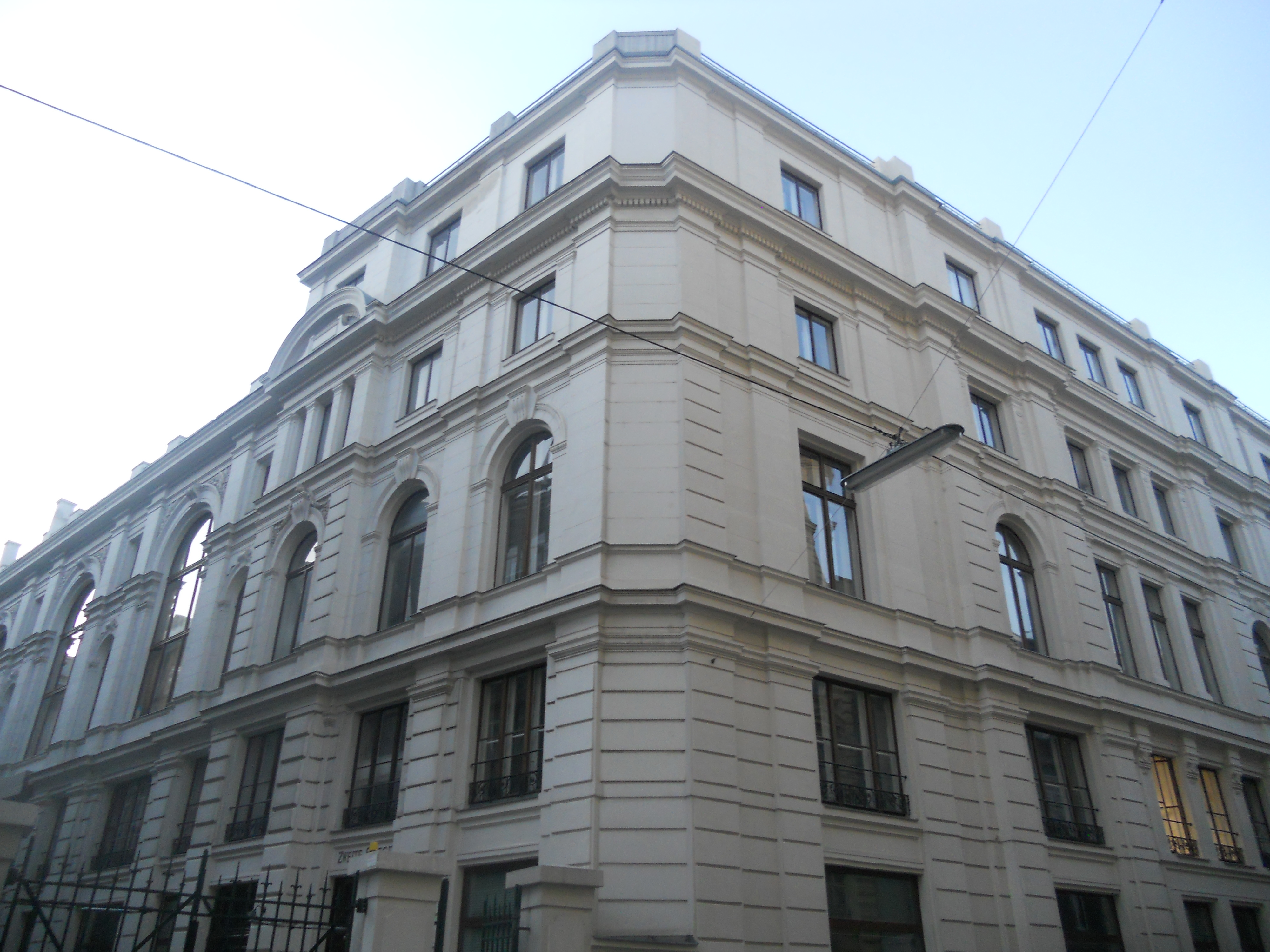
Arrière de l'édifice
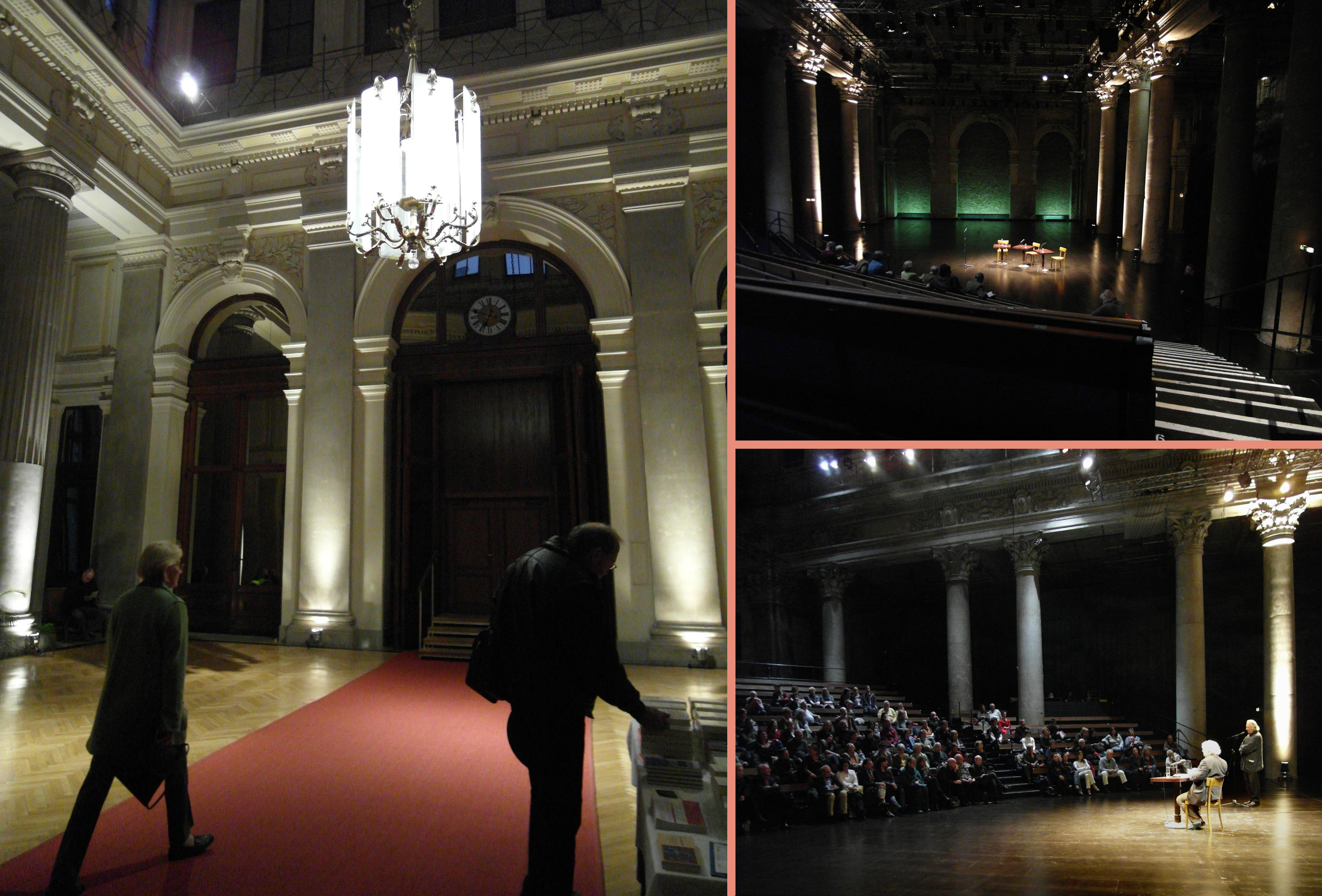
Intérieur, adapté comme Théâtre Odéon (2010)
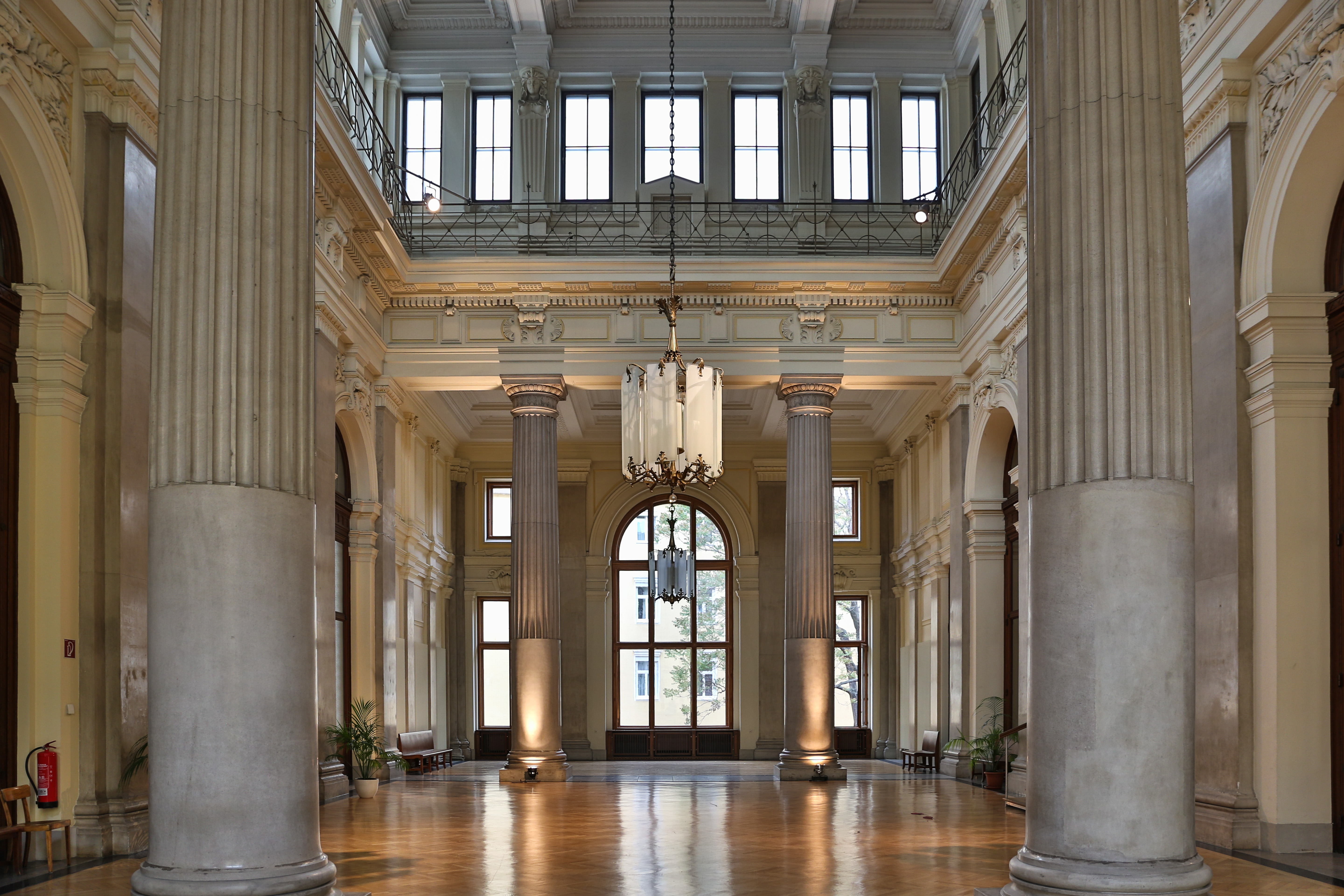
Antichambre de la salle de théâtre 2016